# 고종황제·명성황후 다례발기
고종황제ㆍ명성황후 다례발기(高宗皇帝·明成皇后 茶禮發起)는 대한민국 경상남도 진주시 경상대학교에 있는, 1895년부터 1921년까지 고종과 명성황후를 위한 다례와 조석 상식을 올리기 위해 제작된 206점의 고문서이다. 2019년 8월 1일 경상남도의 유형문화재 제648호로 지정되었다.

## 지정 사유
1895년부터 1921년까지 고종과 명성황후를 위한 다례와 조석 상식을 올리기 위해 제작된 206점의 고문서이다. 명성황후와 관련된 다례발기는 2건이며 나머지 204점은 고종황제와 관련된 다례발기이다. 특히, 각각의 다례에서 실제 차려졌던 제사상의 음식 그릇이 종류별로 자세하게 기록되어 있는 문서로서 조선후기 궁중의례 연구는 물론 음식문화 등에 중요한 자료이다.

## 참고 문헌
- 고종황제·명성황후 다례발기 - 국가유산청 국가유산포털